# Britney Spears
Britney Jean Spears (ur. 2 grudnia 1981 w McComb) – amerykańska piosenkarka muzyki pop i dance, autorka tekstów piosenek, producentka muzyczna, tancerka, aktorka, projektantka mody, businesswoman i filantropka. Ze względu na duże sukcesy muzyczne nazywana jest „księżniczką popu”, uznawana jest także za ikonę popkultury schyłku XX wieku.
Debiutowała w 1992 w wieku 11 lat jako aktorka musicalowa w teatrze Off-Broadway, a także reklamowa. W 1998 rozpoczęła karierę w branży muzycznej, nagrywając debiutancki album ...Baby One More Time, który – zgodnie z oficjalnymi certyfikatami sprzedaży – sprzedał się w łącznym nakładzie ponad 35 mln egzemplarzy na świecie, zostając najlepiej sprzedającą się płytą nagraną przez niepełnoletniego artystę w historii muzyki, a także trzecim najlepiej sprzedającym się albumem nagranym przez kobietę. Tytułowy singiel z płyty pozostaje jednym z najlepiej sprzedających się singli wszech czasów, przekroczywszy nakład ponad 10 mln sprzedanych kopii.
Drugi album w dorobku Spears, Oops!... I Did It Again (2000), trafił do Księgi Rekordów Guinnessa jako „najlepiej sprzedający się album nagrany przez nastoletniego solistę w historii”, sprzedając się w nakładzie 27 mln kopii na świecie, zgodnie z oficjalnymi certyfikatami sprzedaży. Do 2015 był najszybciej sprzedającym się albumem artystki w USA z wynikiem ponad 1,3 mln kopii w pierwszym tygodniu po premierze. Według Nielsen SoundScan, jest dziewiątym albumem wydanym w pierwszej dekadzie XXI wieku z najlepszymi wynikami sprzedaży. Międzynarodowy sukces dwóch pierwszych albumów oraz następnych dwóch płyt – Britney (2001) i In the Zone (2003), a także pochodzących z nich singli, umocnił pozycję Spears w przemyśle muzycznym.
Zaliczana jest do grona artystów z największą liczbą sprzedanych wydawnictw muzycznych w latach 90. XX wieku i pierwszej dekady lat 2000. Wpłynęła znacząco na odrodzenie się popu w tejże dekadzie. W 2001 została wpisana do Księgi Rekordów Guinnessa jako artystka z największą liczbą singli notowanych na pierwszym miejscu list przebojów, w 2007 jako artystka z największą liczbą sprzedanych albumów w Wielkiej Brytanii, a w 2009 jako najczęściej wyszukiwana osoba w Internecie na świecie. Została wpisana do Księgi rekordów Guinnessa także jako nastoletni artysta z największą liczbą sprzedanych albumów i singli w historii, dzięki przekroczeniu liczby 100 mln egzemplarzy albumów, w tym w USA, gdzie sprzedało się najwięcej wydawnictw muzycznych artystki na świecie 70 mln egzemplarzy z oficjalnym certyfikatem Recording Industry Association of America. Spears jest także artystką z największą liczbą sprzedanych wydawnictw muzycznych dekady lat 1998–2008 na świecie według magazynu „Billboard”. Magazyn „Rolling Stone” podkreślił, że w XX wieku stała na czele rozwoju teen popu.
Światowa trasa koncertowa po powrocie Spears na scenę muzyczną, The Circus Starring: Britney Spears w 2009, przyniosła ok. 132 mln dol. zysku, co czyni ją jedną z najlepiej sprzedających się tras pierwszej dekady XXI wieku. Według strony internetowej MSN, Spears w 2010 była piątą z najbogatszych piosenkarek na świecie z majątkiem wynoszącym ponad 500 mln dol. Według The Microsoft Network, była także najbogatszą piosenkarką na świecie poniżej 30 roku życia. Według Nielsen SoundScan, w 2015 była czwartą najlepiej sprzedającą się artystką w USA.
Od początku kariery muzycznej zdobyła ponad 431 prestiżowych nagród muzycznych ze 455 nominacji, z czego 83 zdobyła w ciągu jednego roku od debiutu, co czyni ją trzecim najczęściej nagradzanym muzykiem w historii. Wśród najważniejszych wyróżnień znajdują się m.in. Grammy, Emmy, MTV Video Music Awards, MTV Europe Music Awards, American Music Awards, Billboard Music Awards, NRJ Music Awards oraz World Music Awards. Ponadto w 2010 została pierwszą zagraniczną zdobywczynią polskiej nagrody muzycznej Fryderyk przyznanej przez Związek Producentów Audio-Video, uznawanej za najbardziej prestiżową nagrodę muzyczną w Polsce. W 2011 uzyskała nagrodę honorową MTV Video Vanguard Award, przyznawaną dla nielicznych artystów ze świata muzyki, którzy przyczynili się do rozwoju kultury stacji MTV. W 2016 otrzymała nagrodę specjalną Billboardu – Millennium Award za najwyższej miary osiągnięcia na arenie międzynarodowej, które wpłynęły na przemysł muzyczny. Od 2003 ma swoją gwiazdę w Alei Gwiazd w Los Angeles; pozostaje najmłodszym artystą w historii, który ją otrzymał. Została sklasyfikowana na 39. miejscu listy 200 najlepszych artystów wszech czasów według „Billboardu”. W 2001, mając 19 lat, została uznana przez „Forbesa” za najbardziej wpływową osobę świata, a w 2012 zajęła szóste miejsce w sporządzonym przez magazyn rankingu „100 najbardziej wpływowych celebrytów na świecie”. Siedem razy w ciągu 12 lat znalazła się na szczycie listy najczęściej wyszukiwanych celebrytów, co jest rekordem od czasu powstania Internetu.
Przy tworzeniu albumów i występach muzycznych współpracowała z artystami, takimi jak Michael Jackson, Madonna, Mick Jagger, Keith Richards, czy Aerosmith. Tworzyli dla niej znani producenci muzyczni, tacy jak Max Martin, Moby czy Giorgio Moroder.
Wiele piosenkarek, takich jak Lady Gaga, Lana Del Rey, Selena Gomez, Fergie, Girls’ Generation czy Miley Cyrus wymienia ją jako swoje główne źródło inspiracji.

## Życiorys

### Rodzina
Urodziła się 2 grudnia 1981 w McComb jako drugie dziecko nauczycielki Lynne Irene Bridges i Jamesa Parnella Spearsa, kierownika ekipy budowlanej. Jej babka ze strony matki, Lillian Portell, była Angielką urodzoną w Londynie, a matka jednego z jej pradziadków miała pochodzenie maltańskie. Dorastała w domu typu ranczo w Kentwood (Luizjana), w rodzinie protestantów wyznania baptystycznego. Ma dwoje rodzeństwa, starszego brata Bryana Jamesa i młodszą siostrę Jamie Lynn.

## Kariera

### 1984–97: Początki
Kiedy miała trzy lata, zaczęła uczęszczać na lekcje tańca do prywatnej szkoły tańca prowadzonej przez Renee Donewar w Kentwood. Była laureatką wielu zawodów tanecznych o szczeblu państwowym i występowała w pokazach talentów dla dzieci. W dzieciństwie trenowała także gimnastykę artystyczną. Kiedy miała osiem lat, zwyciężyła w swojej kategorii wiekowej w finale Gimnastycznych Spotkań Stanu Luizjana w Baton Rouge, co zostało odnotowane w lokalnej prasie. Wzięła udział również w Mlecznym Festiwalu w Kentwood oraz, jako reprezentantka swojej parafii, została finalistką konkursu Miss Talent Centralnych Stanów USA w Baton Rogue.
Równocześnie z tańcem zainteresowała się śpiewaniem, uczęszczała na lekcje śpiewu. Kiedy miała cztery lata, zaśpiewała utwór „What Child Is This?” podczas występu chóru kościelnego, do którego należała. Wówczas postanowiła zrealizować marzenie o zostaniu piosenkarką i wkrótce zaczęła występować w telewizji. Kiedy miała osiem lat, wybrała się z matką na przesłuchanie do Atlanty do programu dla dzieci Klub Przyjaciół Myszki Miki. Reżyser formatu Matt Casella odrzucił ją ze względu na zbyt młody wiek, jednakże polecił ją Nancy Carson, agentce młodych talentów w Nowym Jorku, która była pod wrażeniem umiejętności wokalnych Spears i nawiązała z nią współpracę menedżerską, trwającą kolejne trzy lata. Uczyła się w Professional Performing Arts School w Nowym Jorku oraz pobierała lekcje tańca w Dance Center. W późniejszych miesiącach wystąpiła jako aktorka w kilku reklamach telewizyjnych. Kiedy miała 10 lat, została obsadzona w roli Tiny Denmark w musicalu Ruthless! w teatrze Off-Broadway. Została okrzyknięta Miss Talent USA 1991. W ramach nagrody w konkursie wzięła udział w popularnym programie telewizyjnym Star Search, jednak odpadła z konkursu po tygodniu, pokonana w kategorii wokalu juniorskiego przez Marty’ego Thomasa.
Kiedy miała 11 lat, trafiła do Klubu Przyjaciół Myszki Miki, w którym występowała przez kolejne dwa sezony u boku późniejszych gwiazd estrady, takich jak Christina Aguilera, Justin Timberlake czy Ryan Gosling. Występowała w programie aż do zakończenia jego produkcji w 1996. Uczyła się w prywatnej, katolickiej Parklane Academy w McComb (Missisipi), ale po kilkunastu tygodniach porzuciła ją na rzecz kontynuowania kariery w przemyśle muzycznym. W tym samym czasie rozstała się ze swoim chłopakiem, którego poznała na pierwszym roku studiów.
Brała udział w przesłuchaniach do żeńskich zespołów muzycznych, ale bez powodzenia. Nagrała kasetę demo z kilkoma piosenkami, którą przyjaciel jej rodziny, agent rozrywkowy Larry Rudolph, porozsyłał po wytwórniach płytowych. Demo zostało odrzucone przez przedstawicieli Jive Records, którzy jednak polecili jej nagrać demo z coverem piosenki Whitney Houston „I Have Nothing”. Wkrótce podpisała kontrakt z Jive Records i rozpoczęła prace nad swoim debiutanckim albumem. Kontynuowała naukę przy wsparciu prywatnych nauczycieli, którzy omawiali z nią materiał szkoły średniej.

### 1998–99:…Baby One More Time

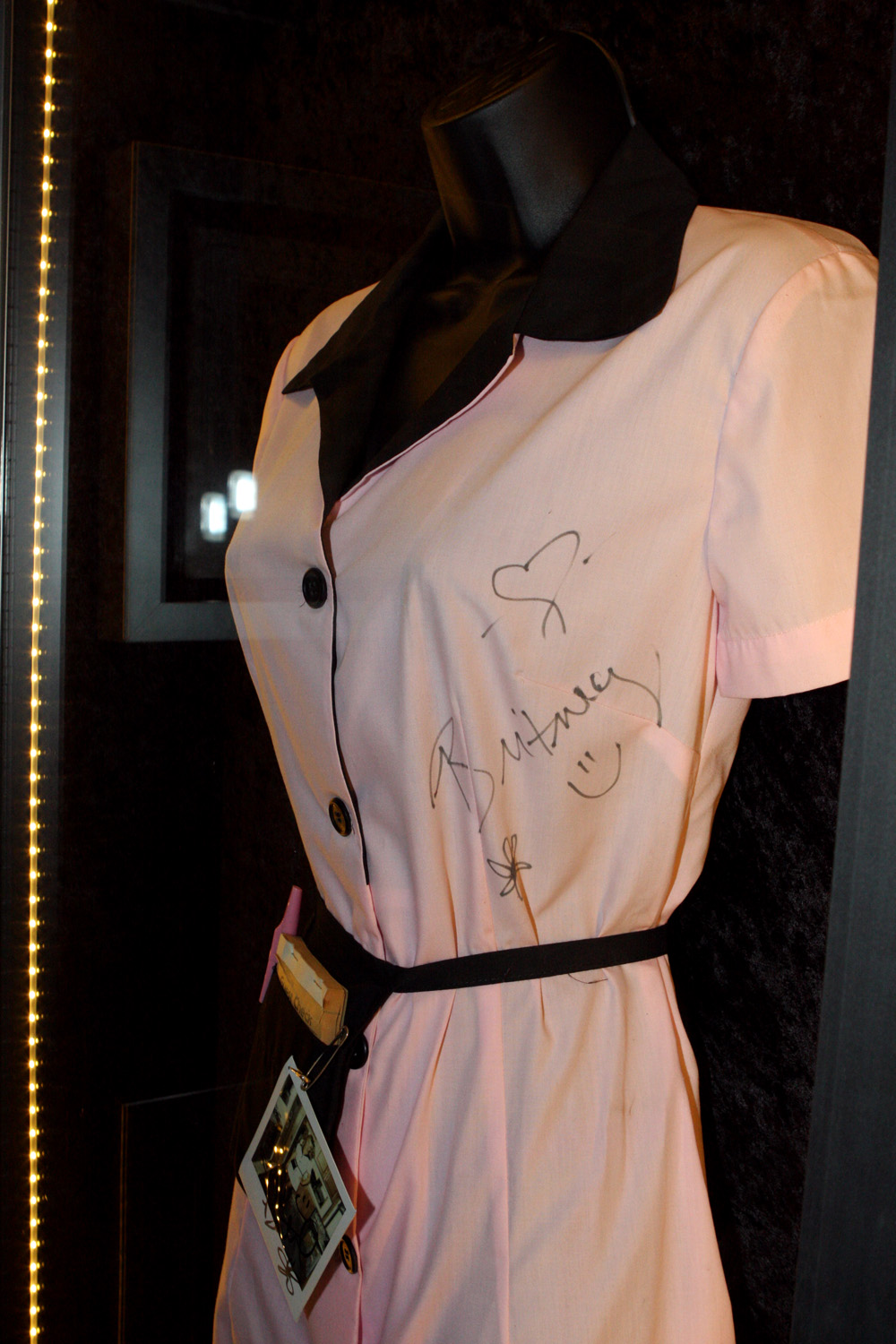
Strój Britney Spears z planu do teledysku „(You Drive Me) Crazy” w muzeum The Sydney Hard Rock Cafe w Sydney

Po podpisaniu kontraktu z Jive Records rozpoczęła selekcję piosenek na swój debiutancki album, nad czym pracowała z producentem Erikiem Fosterem White’em. Wyjechała także do Szwecji na trwającą pół roku sesję nagraniową z producentem Maxem Martinem w jego studiu Sweden’s Cheiron Productions w Sztokholmie. Latem 1998 odbyła trasę koncertową Hair Zone Mall Tour po amerykańskich centrach handlowych, na której śpiewała, towarzysząc innym wykonawcom, m.in. Robyn, Phantom Planet czy The Cardigans. Przedstawiciele Jive Records szeroko dystrybuowali piosenki Spears – utwory „You Got It All” i „Sometimes” były dystrybuowane przez telefoniczną linię marketingową, singiel z piosenkami „You Got It All” i „Soda Pop” był dołączany do kasety wideo Backstage Pass, kilka utworów trafiło na składankę Harbro’s Interactive Girl Talks i album wydany przez rozgłośnię radiową WPXY, a nagranie „Soda Pop” trafił na ścieżkę dźwiękową filmu Sabrina: nastoletnia czarownica. 23 października 1998 Spears wystąpiła w koncercie promocyjnym, a także wydała swój debiutancki singiel – „…Baby One More Time”. Utwór stał się przebojem – już pierwszego dnia sprzedaży rozszedł się w nakładzie 500 tys. egzemplarzy i zadebiutował na pierwszym miejscu na liście przebojów Hot 100 oraz dotarł na szczyty list przebojów m.in. w Kanadzie, Australii, Nowej Zelandii i kilku krajach w Europie, m.in. w Wielkiej Brytanii, Norwegii i Szwecji. Utwór znalazł się także na liście najlepiej sprzedających się singli wszech czasów, uzyskując łączną sprzedaż na poziomie ponad 35 mln kopii na świecie, pozostaje też jednym z najlepiej sprzedających się singli w USA i jednym z najlepiej sprzedających się singli w Wielkiej Brytanii. Spears za „…Baby One More Time” otrzymała nominację do nagrody Grammy za najlepszy popowy występ wokalny kobiety. Do piosenki zrealizowała teledysk, który był często emitowany w MTV. Kontynuowała naukę z prywatnymi nauczycielami, przerabiając program Uniwersytetu Nebraska.
Od 17 listopada 1998 do 7 stycznia 1999 odbyła – swoją pierwszą w karierze trasę koncertową po USA, która obejmowała występy w 28 miastach jako support zespołów N Sync i B*Witched. Cztery dni po zakończeniu trasy wystąpiła w charakterze prezenterki na 26. gali rozdania Amerykańskich Nagród Muzycznych w Los Angeles. Następnego dnia wydała debiutancki album pt. …Baby One More Time, z którym dotarła do pierwszego miejsca na liście Billboard 200 już w pierwszym tygodniu po premierze. Za wysoką sprzedaż albumu uzyskała certyfikat podwójnej platynowej płyty po pierwszym miesiącu od premiery oraz diamentowej płyty za przekroczenie liczby 10 mln sprzedanych egzemplarzy, co uczyniło …Baby One More Time jednym z najlepiej sprzedających się albumów w Ameryce Północnej. Do tej pory nakład płyty przekroczył 14 mln sprzedanych egzemplarzy w USA, co czyni ją jednym z najlepiej sprzedających się krążków w historii muzyki i jest najlepiej sprzedającym się debiutanckim albumem wszech czasów. Spears z płytą dotarła także do pierwszego miejsca na listach sprzedaży w Niemczech i Szwajcarii oraz do pierwszej „dziesiątki” notowań w wielu innych krajach na świecie. W 2000 album został wpisany do Księgi rekordów Guinnessa jako bestsellerowy album nastoletniej solistki, a w następnym roku – jako najszybciej sprzedający się album nastoletniej solistki. W 2020 magazyn „Rolling Stone” uznał …Baby One More Time za najlepszy debiutancki album w historii.
Spears po sukcesie debiutanckiej piosenki wydała jeszcze cztery single z …Baby One More Time: „Sometimes”, „(You Drive Me) Crazy”, „Born to Make You Happy” i „From the Bottom of My Broken Heart”, do których zrealizowała teledyski. Album promowała także podczas solowych tras koncertowych: …Baby One More Time Tour i Crazy 2K Tour. Udzieliła kilkuset wywiadów telewizyjnych (m.in. w programach: The Rosie O’Donnell Show, Howie Mandel Show, Tonight Show with Jay Leno, The Ricki Lake Show, All That czy The Countdown Show) i prasowych (m.in. redakcjom czasopism: „Time”, „USA Today” i „New York Post”). W marcu 1999 podpisała kontrakt z wytwórnią filmową i telewizyjną Columbia Tristar na udział w serialu Jezioro marzeń. W kwietniu tego samego roku wywołała kontrowersje sesją zdjęciową dla czasopisma „Rolling Stone” – za pozowanie Davidowi LaChapelle’owi półnago, leżąc na różowym prześcieradle w wyzywającej pozie i trzymając w ręku maskotkę Teletubisia (Tinky Winky), została oskarżona przez media o demoralizowanie amerykańskiej młodzieży. W maju wystąpiła podczas gali rozdania World Music Awards w Monako. W czerwcu zagrała koncert w Disney World w Orlando dla studentów kończących uniwersytet oraz wystąpiła w radiowym koncercie zorganizowanym przez rozgłośnię KIIS-FM Radio. W sierpniu otrzymała Teen Choice Award. W listopadzie na gali MTV Europe Music Awards 1999 w Dublinie odebrała cztery nagrody: dla najlepszej wokalistki, najlepszego wykonawcy pop i przełomowego artysty oraz za najlepszą piosenkę („…Baby One More Time”). W grudniu wystąpiła na ceremonii rozdania Billboard Music Award w Las Vegas, a także odebrała dwie nagrody: dla najlepszej wokalistki i za rekord sprzedaży debiutanckiego albumu …Baby One More Time.

### 2000:Oops!... I Did It Again
W styczniu 2000 współprowadziła galę wręczenia American Music Award, na której otrzymała nagrodę dla najlepszej nowej artystki, a w następnym miesiącu wystąpiła na gali rozdania nagród Grammy w Los Angeles. 3 maja tego samego roku wydała album pt. Oops!... I Did It Again, z którym zadebiutowała na pierwszym miejscu na liście Billboard 200, sprzedając w pierwszym tygodniu ok. 1,4 mln kopii płyty w USA, czym ustanowiła ówczesny rekord sprzedaży w kraju. Za sprzedaż albumu w łącznym nakładzie przekraczającym ponad 10 mln egzemplarzy otrzymała certyfikat diamentowej płyty w USA. Stała się tym samym najmłodszą artystką na świecie, która sprzedała dwa albumy w nakładzie przekraczającym 10 mln egzemplarzy. W pozostałych krajach album rozszedł się w 4 mln sztuk, łącznie sprzedano 20 mln egzemplarzy płyt na świecie. Główny singiel albumu – „Oops! ... I Did It Again” – zadebiutował na szczytach list przebojów m.in. w Australii, Nowej Zelandii i Wielkiej Brytanii, a drugi singiel „Lucky” dotarł do pierwszego miejsca na listach w Austrii, Niemczech, Szwecji i Szwajcarii. Spears otrzymała nominacje do nagrody Grammy dla najlepszego kobiecego wokalu popowego i najlepszego popowego albumu wokalnego (za Oops!… I Did It Again).
W celu promocji albumu wyruszyła w trasę koncertową pt. Oops!... I Did It Again World Tour po Ameryce i Europie oraz wydała książkę pt. Britney Spears’ Heart to Heart, którą napisała wspólnie z matką. Płytę promowała singlami: „Oops!... I Did It Again”, „Lucky”, „Stronger” i „Don’t Let Me Be the Last to Know”. Do utworu „When Your Eyes Say It” nakręciła teledysk, jednak piosenki ostatecznie nie wydano jako singiel, bo zdecydowano o zakończeniu promocji krążka. Tytułowy singiel sprzedał się w nakładzie 5 mln egzemplarzy w 2000. Również w 2000 Spears została wpisana do Księgi rekordów Guinnessa jako „wykonawca, który wprowadził największą liczbę piosenek na pierwsze miejsce listy przebojów w USA”. 7 września zaśpiewała piosenki „(I Can’t Get No) Satisfaction” z repertuaru grupy The Rolling Stones oraz własny przebój „Ooops!… I Did It Again” na gali rozdania MTV Video Music Awards. Występ wywołał sporo kontrowersji z uwagi na prowokacyjny strój w cielistym kolorze, który miała na sobie Spears. Ponadto artystka zdobyła nagrodę Billboard Music Award dla najlepszej artystki albumowej roku. Również w 2000 podpisała umowę promocyjną z Pepsi-Colą oraz odebrała Nickelodeon Kids’ Choice Award dla ulubionej wokalistki.

### 2001–02:BritneyiCrossroads
W styczniu 2001 wystąpiła jako gość specjalny na Super Bowl Halftime Show, a miesiąc później opublikowała książkę A Mother’s Gift, którą napisała z matką. W listopadzie 2001 wydała album pt. Britney, który wkrótce zadebiutował na pierwszym miejscu Billboard 200, sprzedając się w nakładzie ponad 745,750 tys. kopii w trakcie pierwszego tygodnia w USA oraz dotarł na szczyt list sprzedaży m.in. w Australii i Wielkiej Brytanii. Sukces ten sprawił, że Spears jako pierwsza artystka w historii muzyki osiągnęła sukces trzech albumów, które debiutowały na pierwszym miejscu listy Billboard. Sprzedała łącznie 9 mln egzemplarzy płyty, w tym 4 mln tylko w USA. To jej pierwszy album, w którym niektóre piosenki mają wyraźnie seksualny charakter. Pierwszy singiel z albumu „I’m a Slave 4 U” wykonała premierowo podczas rozdania MTV Video Music Awards w 2001. Występ został doceniony przez publiczność i prasę za dynamiczną choreografię, ale także za wprowadzenie na scenę zwierząt, takich jak tygrysy czy pytona birmańskiego, którego nosiła na ramionach. Występ ten zapisał się w historii popkultury i został uznany za jeden z najlepszych w historii programu. Sam utwór znalazł się w pierwszej dziesiątce przebojów na całym świecie. Album promowała także utworami: „Overprotected”, „I’m Not a Girl, Not Yet a Woman”, „I Love Rock ’n’ Roll”, „Anticipating”, „Boys” oraz „That’s Where You Take Me”. Była nominowana do nagrody Grammy za najlepszy popowy album wokalny (za Britney) i najlepszy kobiecy popowy wokal (za „Overprotected”).
W celu promocji albumu w listopadzie 2001 wyruszyła w światową trasę koncertową Dream Within a Dream Tour. Trasa była chwalona przez krytyków za innowacje techniczne, takie jak np. ekran wodny, który wpompowywał dwie tony wody na scenę. Seria koncertów przyniosła zyski na poziomie 43,7 mln dol. W 2002 została uznana za „najpotężniejszą sławę świata” przez redakcję „Forbesa” oraz zagrała w filmie Crossroads – Dogonić marzenia, jednak za rolę absolwentki szkoły średniej, która rusza w poszukiwania zaginionej matki, zebrała chłodne recenzje od krytyków i otrzymała Złotą Malinę dla najgorszej aktorki. Mimo krytycznych recenzji film odniósł duży sukces komercyjny i zarobił ponad 61 mln dol. na świecie.
29 lipca 2002 zakończyła trasę Dream Within a Dream Tour i ogłosiła, że zrobi sześciomiesięczną przerwę w karierze. Już w listopadzie wróciła do studia, aby nagrać materiał na nowy album. W tym czasie zakończył się także jej związek z Justinem Timberlakiem. Również w 2002 premierę miała gra interaktywna „Britney’s Dance Beat” wydana na PlayStation.

### 2003–04:In the Zone

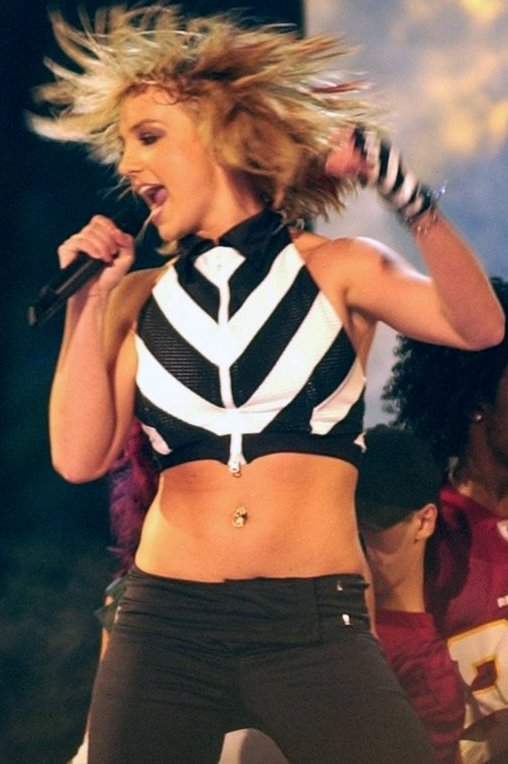
Britney podczas występu na NFL Kickoff Live, 2003

28 sierpnia 2003 wraz z Christiną Aguilerą otworzyła galę MTV Video Music Awards wykonaniem piosenki „Like a Virgin”. W połowie występu dołączyła do nich Madonna, która zaśpiewała z nimi swój utwór „Hollywood”, a pod koniec występu pocałowała w usta obie artystki, czym wywołała międzynarodową sensację. Wydarzenie to zaliczane jest do najważniejszych momentów w historii VMA. W tym samym roku odebrała dwie antynagrody Spin za wygraną w kategoriach: „najgorsza piosenka” (za „Me Against the Music”) i „najgorzej ubrana”. 18 listopada 2003 wydała czwarty album pt. In the Zone, który znacznie różnił się od jej wcześniejszych nagrań i określany był jako bardziej dojrzały i przesiąknięty erotyzmem, zwłaszcza że w utworach pojawiały się wątki seksu czy masturbacji. Piosenkarka współtworzyła prawie wszystkie utwory, które znajdują się na płycie. Zdaniem krytyków na tym albumie Spears zrezygnowała ze „słodkiego popu” na rzecz dance-popu, elektroniki i R&B. Album zadebiutował na pierwszym miejscu amerykańskiej listy Billboard 200, tym samym Spears została pierwszą w historii artystką, której płyty trafiły na szczyt tej listy tuż po premierze. Sprzedała łącznie ponad 16 mln egzemplarzy In the Zone, w tym 3 mln w USA. Promowany był singlem „Me Against the Music”, który Spears wykonywała wspólnie z Madonną. Dzięki tej piosence Spears powróciła na szczyty list przebojów po umiarkowanym sukcesie singli z jej poprzedniego krążka. Drugim utworem promującym krążek był singiel „Toxic”, który osiągnął sukces na świecie, docierając do pierwszej piątki w piętnastu krajach, a na szczycie list w Australii, Kanadzie, Węgrzech, Irlandii, Norwegii i Wielkiej Brytanii, a także stał się czwartym najlepiej sprzedającym się singlem dekady, ze sprzedażą na świecie przekraczającą 4 mln kopii. Za „Toxic” artystka otrzymała swoją pierwszą nagrodę Grammy – za wygraną w kategorii „Najlepsze nagranie taneczne”. Magazyn „Rolling Stone” umieścił utwór na 44. pozycji najlepszych piosenek dekady. Trzecim singlem z płyty została ballada „Everytime”, będąca odpowiedzią na utwór „Cry Me a River” Justina Timberlake’a. Teledysk wzbudził kontrowersje jeszcze przed emisją w telewizji, gdyż Spears na końcu klipu odbiera sobie życie; ze względu na fale krytyki teledysk przemontowano. Czwartym singlem promującym In the Zone miała zostać piosenka „Outrageous”, jednak podczas kręcenia teledysku Spears doznała kontuzji kolana. Z powodu urazu zmuszona była również przerwać światową trasę koncertową The Onyx Hotel Tour promującą album; od 2 marca do 6 czerwca 2004 zagrała 54 koncerty w Ameryce Północnej i Europie, a kolejne 55 występów zostało odwołanych. Zrezygnowała też z wydania kolejnych zaplanowanych singli – „Breathe on Me” i „(I Got That) Boom Boom”.

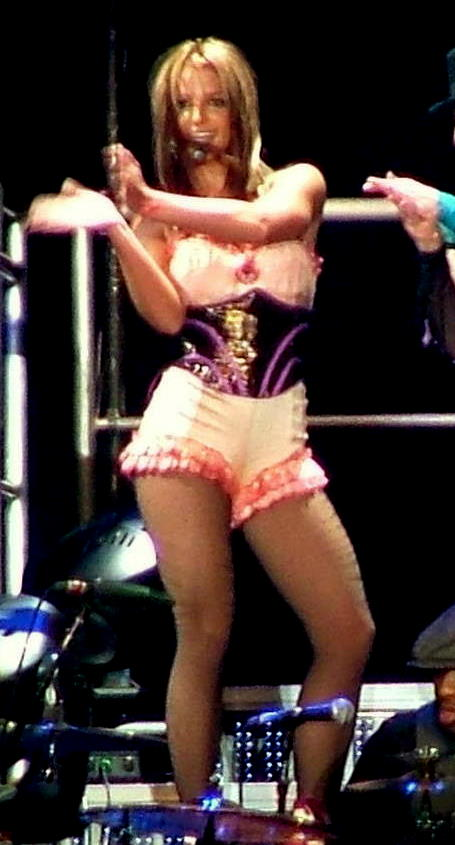
Spears podczas występu na trasie The Onyx Hotel, 2004

W 2004 wystąpiła w kontrowersyjnym filmie dokumentalnym Fahrenheit 9.11 krytykującym politykę George’a W. Busha, za co otrzymała Złotą Malinę dla najgorszej aktorki drugoplanowej. We wrześniu wyszła za Kevina Federline’a, a na początku listopada na rynku pojawiła się pierwsza składanka jej największych hitów pt. Greatest Hits: My Prerogative, którą promowały single: „My Prerogative” i „Do Somethin’”. Album okazał się ogromnym sukcesem, w pierwszym tygodniu sprzedano go w ponad 5 mln egzemplarzach. Singiel „My Prerogative” został numerem jeden w Finlandii, Irlandii, Włoszech i Norwegii, a jego teledysk został uznany za najlepszy w 2004 przez magazyn „Rolling Stone”.

### 2005–07:Original DolliBlackout
Od maja do czerwca 2005 w telewizji emitowany był pięcioodcinkowy program Britney and Kevin: Chaotic dokumentujący codzienne życie Spears i Federline’a. Program został krytycznie oceniony przez widzów i medioznawców. Również w 2005 piosenkarka rozpoczęła pracę nad albumem Original Doll, który nigdy nie ujrzał oficjalnie światła dziennego. Wbrew wytwórni, zaprezentowała w radiu KISS.FM w Los Angeles pierwszy singiel z płyty – „Mona Lisa”. Później prace nad albumem zostały przerwane, ponieważ Spears dowiedziała się, że jest w ciąży. Artystka wówczas zawiesiła karierę, oddając się macierzyństwu. Będąc w ciąży, zapozowała do zdjęć dla magazynu „Elle”. 14 września 2005 urodziła syna, Seana Prestona.
22 listopada 2005 premierę miała pierwsza składanka remiksowych wersji piosenek wokalistki pt. B in the Mix: The Remixes. Album promowany był przez singiel „And Then We Kiss”, który rozszedł się w 50 tys. egzemplarzy w USA. Sam album sprzedano na świecie w ponad 1 mln kopii, co czyni go trzecim najlepiej sprzedającym się albumem z remiksami na świecie. W 2006 wystąpiła gościnnie w epizodycznej roli Amber Louise w serialu telewizji NBC Will & Grace (odc. pt. „Buy, Buy Baby”) oraz zapozowała nago w ciąży dla sierpniowego wydania magazynu „Harper’s Bazaar”. 12 września 2006 urodziła drugiego syna, Jaydena Jamesa. W maju odbyła mini-trasę koncertową po USA pod nazwą The House of Blues – The M+M’s Tour. Choć zaledwie 14-minutowe występy były chłodno oceniane przez publiczność, głównie przez rozczarowujący poziom tańca Spears i śpiewanie przez nią z playbacku, to ceny biletów w nieoficjalnym obiegu sięgały nawet 500 dol.
W międzyczasie przeżywała różne problemy osobiste, które rozładowywała przez szokujące zachowanie, np. ogolenie głowy na łyso i atakowanie paparazzi parasolką. W lipcu 2007 rozwiodła się z Federline’em. 30 sierpnia amerykańskie stacje radiowe wyemitowały singel „Gimme More”, który zwiastował jej nadchodzący, piąty album. 9 września wystąpiła na gali MTV Video Music Awards 2007, a występ miał być jej powrotem na scenę. Pokaz wzbudził ogromne zainteresowanie odbiorców i mediów, przez co oglądalność gali była największa w jej historii – ponad 7 mln widzów. Mimo tego nie spotkał się on jednak z dobrym przyjęciem publiczności. 30 października 2007 wytwórnia Jive Records wydała piąty album studyjny Spears pt. Blackout, który dotarł na szczyt list przebojów w Kanadzie i Irlandii oraz zajął drugie miejsce na listach sprzedaży m.in. w USA i Wielkiej Brytanii oraz we Francji. Płyta została ciepło przyjęta przez krytyków. Drugi singiel „Piece of Me” znalazł się na 15. miejscu notowania „Top 100” z najlepszych piosenek roku 2007 stworzonego przez pismo Rolling Stone. Ostatnim singlem została piosenka „Break the Ice”. Mimo skromnej promocji i braku promocyjnej trasy koncertowej, album rozszedł się w nakładzie 3,1 mln egzemplarzy na świecie, w tym 1 mln w USA. O ile magazyny „Billboard” i „NRJ” uznały Blackout albumem roku 2007, miesięcznik „Chart Attack” opisał powrót Spears do świata muzyki jako „najgorszy comeback 2007”, a magazyn „NME” przyznał płycie Blackout antynagrodę za „najgorszy album”.

### 2008–09: problemy osobiste, kuratela iCircus

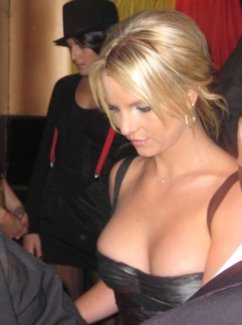
w Nowym Jorku, 2008

3 stycznia 2008 odmówiła oddania dzieci ich ojcu i została hospitalizowana w Cedars-Sinai Medical Center po tym, jak przybyła do jej domu policja zauważyła, jakoby artystka była pod wpływem substancji odurzającej. Następnego dnia zawieszono jej prawa rodzicielskie, a wyłączną opiekę nad dziećmi przekazano Federline’owi. 31 stycznia 2008 artystka trafiła na oddział psychiatryczny Ronald Reagan UCLA Medical Center, gdzie została zatrzymana w celu rozpoznania psychiatrycznego. Sąd orzekł o ubezwłasnowolnieniu i tymczasowej kurateli nad piosenkarką, którą sprawowali jej ojciec Jamie Spears i prawnik Andrew Wallet, upoważnieni do rozporządzania majątkiem artystki. Spears została wypuszczona z oddziału psychiatrycznego 6 lutego 2008, po czym złożyła zażalenie na decyzję sądu.
Również w 2008 zagrała nieśmiałą i zakochaną w Tedzie recepcjonistkę Abby w serialu Jak poznałem waszą matkę. Za tę rolę otrzymała pozytywne recenzje, a jej występ w serialu sprawił, że osiągnął on najwyższy wynik oglądalności. W lipcu, w porozumieniu z prawnikami, odzyskała część praw do opieki nad dziećmi. W międzyczasie rozpoczęła prace nad szóstym albumem. 7 września za teledysk do piosenki „Piece of Me” odebrała trzy statuetki na gali rozdania MTV Video Music Awards; zwyciężyła w kategoriach: teledysk żeński, teledysk popowy oraz w najważniejszej kategorii teledysk roku. 15 września wytwórnia Jive zapowiedziała, że szósty album piosenkarki będzie nosił nazwę Circus. 26 września odbyła się premiera singla „Womanizer”, który niespełna kilka dni po premierze dotarł do pierwszego miejsca listy przebojów m.in. w Australii, Kanadzie, Norwegii, Szwecji, Turcji oraz Polsce. 15 października 2008 „Womanizer” ustanowił nowy rekord na amerykańskiej liście przebojów Billboard Hot 100 – piosenka awansowała z 96. pozycji na pierwsze miejsce. 6 listopada Spears zdobyła dwie statuetki na gali MTV Europe Music Awards 2008 w najważniejszych kategoriach: Najlepszy występ 2008 oraz Album roku (za Blackout). 30 listopada premierę miał film dokumentalny For the Record o życiu Spears.

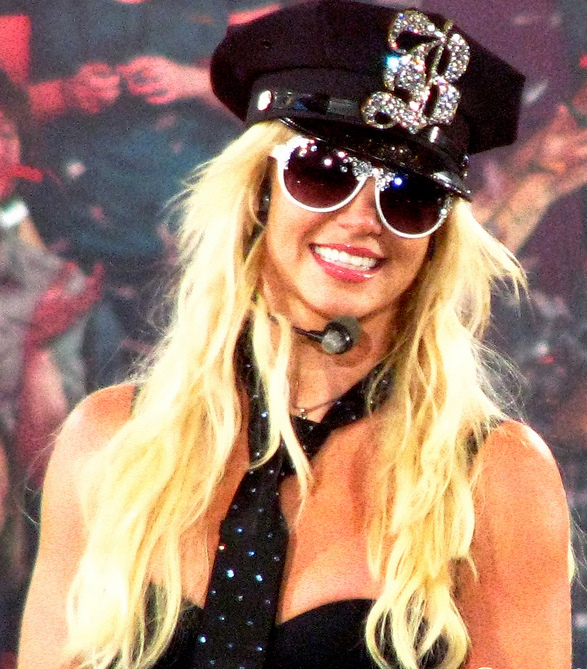
Podczas trasy The Circus Starring, 2009

2 grudnia 2008 odbyła się premiera szóstego albumu pt. Circus, który otrzymał pozytywne recenzje od krytyków i zadebiutował na pierwszym miejscu listy przebojów w USA, gdzie w pierwszym tygodniu rozszedł się w nakładzie ponad 500 tys. kopii. Spears została najmłodszą artystką, której pięć albumów debiutowało na pierwszym miejscu listy bestsellerów w USA, za co została zapisana w Księdze rekordów Guinnessa. Za sprzedaż albumu odebrała certyfikat platynowej płyty w USA i Wielkiej Brytanii. Album tuż po premierze trafił także na pierwsze miejsce list sprzedaży w Kanadzie i Czechach oraz zajmował miejsca w pierwszej „dziesiątce” w wielu europejskich krajach. Płytę promowała singlami: „Womanizer”, „Circus”, „If U Seek Amy”, „Radar”, „Unusual You” oraz „Out from Under”. Album był jednym z najszybciej sprzedających się albumów roku. Łączna sprzedaż albumu przekroczyła 4 mln egzemplarzy.
3 marca 2009 wyruszyła w trasę koncertową The Circus Starring: Britney Spears, która obejmowała 97 występów na terenie Ameryki Północnej, Europy i Oceanii. 24 lipca 2009 w ramach trasy miała wystąpić w Warszawie, jednak koncert został odwołany. Trasa przyniosła łączne zyski na poziomie 145 mln dol. Podczas europejskiej części trasy Spears nagrała także cztery utwory: „3”, „Criminal”, „Up’n Down” i „He About to Lose Me” w studiu nagraniowym w Szwecji. 29 września 2009 wydała singiel „3”, którym promowała składankę The Singles Collection. Piosenka zadebiutowała na szczycie amerykańskiej listy Hot 100.

### 2011–12:Femme Fatale,The X Factor

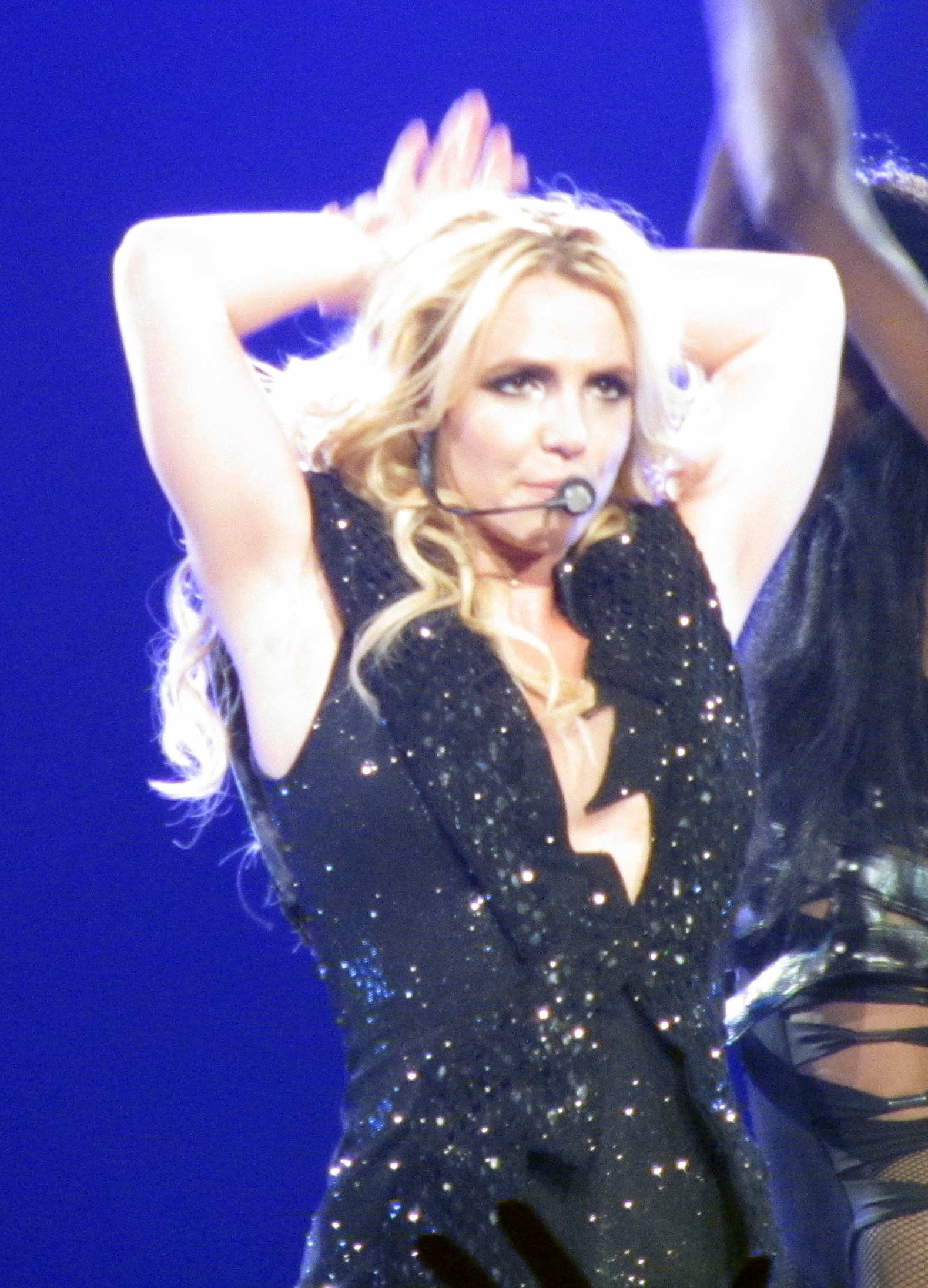
Spears podczas trasy Femme Fatale Tour w Kijowie, 2011

Jeszcze w trakcie trwania promocji poprzedniego albumu rozpoczęła prace nad siódmym studyjnym albumem pt. Femme Fatale. Początkowo nagrała płytę w poprockowym brzmieniu i zaplanowała premierę albumu na sierpień 2010, ale wytwórnia Jive Records nie wyraziła zgody na wydanie albumu w tej formie. Spears musiała nagrać płytę ponownie, tym razem zgodnie z wizją wytwórni. Nad ostatecznym brzmieniem albumu pracowali m.in. Dr. Luke, Max Martin, The Outsyders oraz Xenomania. Premierę płyty poprzedziło wydanie pierwszego singla – „Hold It Against Me”, który zadebiutował na pierwszym miejscu listy Hot 100, stając się tym samym czwartym „numerem jeden” artystki w USA i czyniąc ją drugim w historii artystą po Mariah Carey, którego dwa kolejne single zdobyły szczyt tego notowania.
29 marca 2011 premierę miał album pt. Femme Fatale, który dotarł na szczyt listy sprzedaży w USA, Kanadzie i Australii oraz znalazł się w pierwszej dziesiątce najlepiej sprzedających się albumów w pozostałych krajach. W kwietniu 2011 nagrała wraz z Rihanną remix piosenki „S&M”, który zdobył szczyt listy Billboard, będąc tym samym piątym „numerem jeden” w dorobku artystki. W maju został wydany drugi singel z albumu, „Till the World Ends”, który w ciągu tygodnia został odtworzony na stronie Billboard ponad 87 mln razy, ustanawiając rekord liczby odtworzeń w dotychczasowej karierze piosenkarki. W czerwcu premierę miał trzeci singiel z albumu, „I Wanna Go”, który znalazł się w pierwszej dziesiątce amerykańskiej listy przebojów Hot 100.
4 marca 2011 potwierdziła chęć odbycia latem pierwszej od dwóch lat trasy koncertowej, promującej album Femme Fatale w USA. Początkowo poinformowano, że ma być to wspólna trasa artystki i Enrique’a Iglesiasa, informacja ta została jednak anulowana kilka godzin po jej opublikowaniu. Trasa rozpoczęła się 16 czerwca występem w Sacramento i zyskała pozytywne opinie. Krytycy docenili, że podczas trwającej trasy Spears ograniczyła używanie playbacku na rzecz śpiewania na żywo, podkreślono także, że poziom tańca piosenkarki jest porównywalny do tego z lat jej świetności. W ramach trasy koncertowej Femme Fatale Tour zagrała 79 występów w Ameryce Północnej, Ameryce Południowej, Europie oraz Azji.

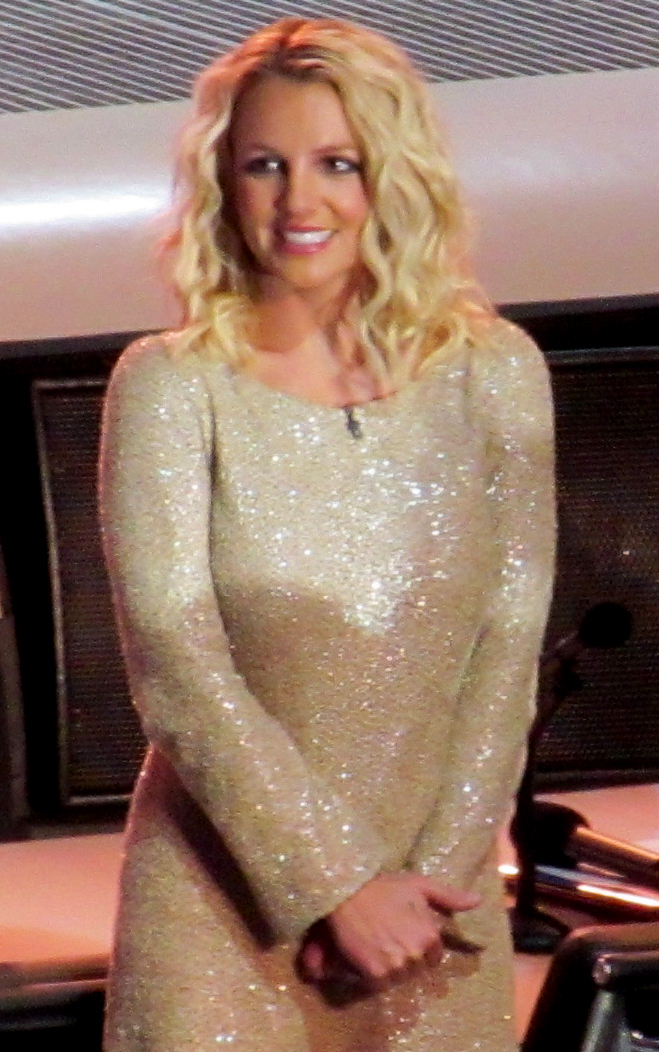
Britney na planie programu X Factor, 2012

15 czerwca 2011 magazyn „Billboard” podał informację o zamknięciu wytwórni Jive Records, dla której Spears nagrywała przez cały okres jej kariery. Związku z tym faktem wszyscy artyści z tej wytwórni przeszli pod opiekę RCA Records. 11 października został wydany drugi album Spears zawierający remiksy pt. B In The Mixes: The Remixes Vol.2.. Czwartym singlem z płyty Femme Fatale został utwór „Criminal”, do którego teledysk wzbudził wiele kontrowersji za sprawą aktów przemocy oraz scen erotycznych.
Jesienią 2012 była jedną z jurorek w drugim sezonie amerykańskiej edycji programu X Factor; za angaż miała zainkasować rekordową gażę w wysokości 15 mln dol. 20 listopada miał premierę singel will.i.ama – „Scream & Shout”, w którym gościnnie wystąpiła Spears. Piosenka odniosła ogromny sukces komercyjny, m.in. zajęła pierwsze miejsce na listach przebojów w Kanadzie, Niemczech, Wielkiej Brytanii, Belgii, Danii, Finlandii, Francji, Włoszech, Holandii, Norwegii, Polsce i innych 15 krajach. Pod koniec stycznia 2013 pojawił się oficjalny remix piosenki „Scream & Shout” z Lil Wayne’em, Waka Flocka Flame, Hit-Boyem i Diddym. Single „Hold It Against Me” i „Till the World Ends” są kolejnymi numerami jeden w Polsce po sukcesie singla „Womanizer” z 2008, a singel „I Wanna Go” dotarł do pierwszej piątki.

### 2013–15:Britney Jeani rezydentura w Las Vegas –Britney: Piece of Me

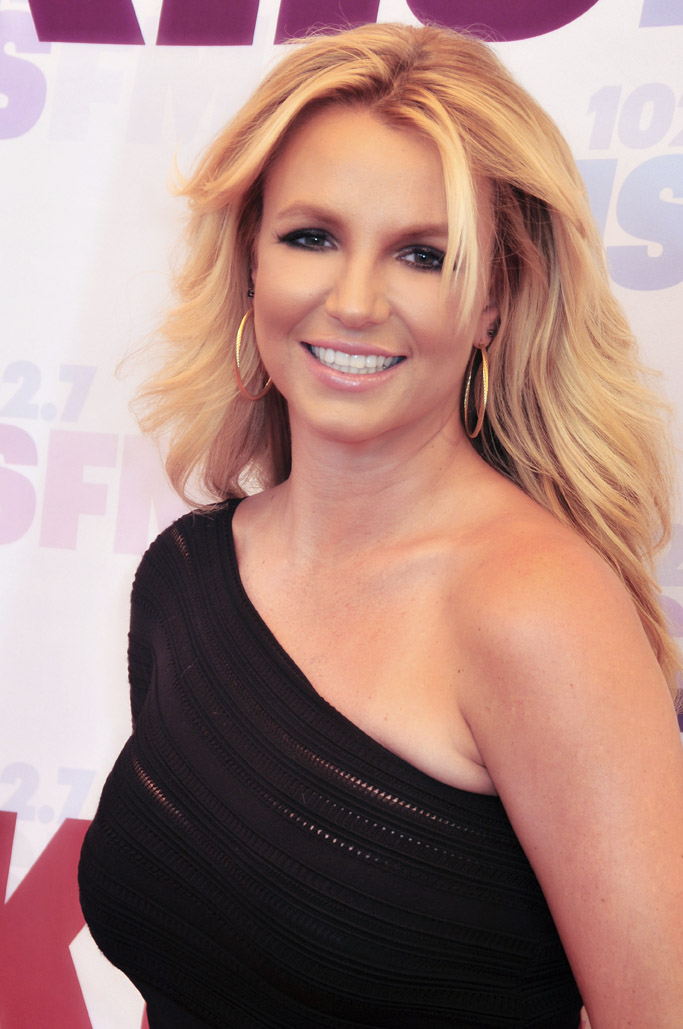
Britney w 2013 roku

W grudniu 2012 rozpoczęła pracę nad swoim ósmym albumem studyjnym. Nagrała utwór „Ooh La La”, który – jak tłumaczyła Spears – powstał z myślą o jej synach, którzy (razem z córką Jamie Lynn, Maddie Briann) wystąpili w teledysku; utwór trafił także na ścieżkę dźwiękową filmu animowanego Smerfy 2. 17 września 2013 pojawiła się w programie Good Morning America, w którym ujawniła m.in. datę premiery albumu i tytuł jednej piosenki z płyty – „Perfume”. Oprócz tego zapowiedziała swoją rezydenturę w Las Vegas w Planet Hollywood. 4 października ukazał się album Miley Cyrus pt. Bangerz, na którym znalazł się m.in. utwór „SMS (Bangerz)” z gościnnym udziałem Spears.
25 października 2013 ujawniła okładkę nowego albumu i ogłosiła, że będzie on nosił tytuł Britney Jean. Płyta ukazała się 3 grudnia 2013 i wkrótce zadebiutowała na czwartym miejscu amerykańskiej listy Billboard 200 z wynikiem sprzedaży za pierwszy tydzień wynoszącym 107 tys. egzemplarzy, uzyskującym tym samym najgorszy wyniki sprzedaż spośród wszystkich krążków Spears. Ostatecznie uzyskał certfikat złotej płyty za sprzedaż w nakładzie 500 tys. kopii. Wydawnictwo otrzymało mieszane recenzje od krytyków muzycznych. Album promowała także singlem „Work Bitch”, który w ciągu niecałych 48 godzin zdobyła pierwsze miejsce w iTunes w ponad 40 krajach. W filmie dokumentalnym I am Britney Jean piosenkarka ogłosiła, iż piosenka „Alien” zostanie trzecim singlem, jednak z niewiadomych przyczyn tak się nie stało.

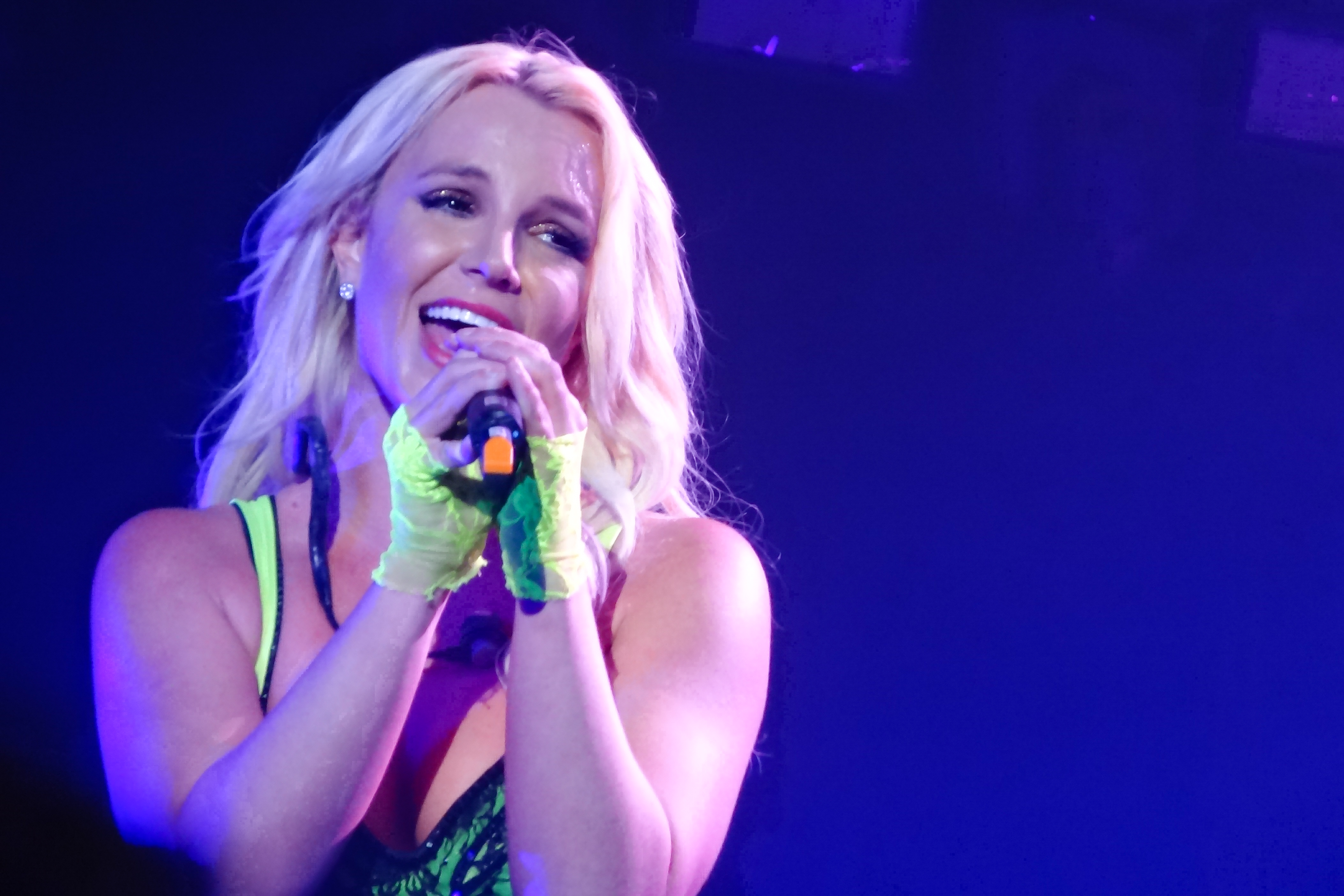
Spears podczas występu w ramach rezydentury Britney: Piece of Me w Las Vegas, 2014

Począwszy od 27 grudnia 2013 dawała koncerty w Las Vegas w ramach rezydentury Britney: Piece of Me, która obejmowała 100 koncertów, z czego pierwsza połowa przypadała na rok 2014, a druga – na 2015. Spears wykonywała na niej 24 utwory, w tym swoje największe hity oraz piosenki z krążka Britney Jean. Na koncertach zarabiała po 310 tys. dol. za występ.
8 stycznia 2014 zdobyła nagrodę podczas 40. People’s Choice Award w kategorii Favorite Pop Artist, a 26 lipca jej utwór „Alien” zadebiutował na ósmym miejscu Bubbling Under Hot 100 Singles (Billboard), mimo że nie był wydany jako singel z płyty Britney Jean. 9 września w Nowym Jorku miała miejsce premiera pierwszej linii odzieżowej Spears, a w skład kolekcji wchodziła głównie bielizna nocna oraz piżamy. Swoją kolekcję piosenkarka promowała m.in. w Nowym Jorku, Londynie, Niemczech, Danii oraz Norwegii, a także w Polsce, gdzie 24 września zaprezentowała kolekcję w butiku Gatta w Złotych Tarasach w Warszawie. Dzień później w programie Good Morning Britain potwierdziła informację o przedłużeniu kontraktu z The AXIS i Planet Hollywood Resort & Casino, na którego mocy występowała z rezydencją z Britney: Piece of Me przez kolejne dwa lata. Wówczas jej stawka wzrosła do 475 tys. dol. za koncert.
Na początku 2015 został potwierdzony duet piosenkarki z Iggy Azaleą, z którą nagrały utwór „Pretty Girls”. Premiera singla nastąpiła 4 maja. Utwór zadebiutował na 29. miejscu amerykańskiej listy Billboard Hot 100. Piosenka została wykonana po raz pierwszy na żywo dnia 17 maja na gali Billboard Music Awards. 16 czerwca premierę miał album Giorgio Morodera pt. Déjà Vu, na którym Spears wystąpiła gościnnie w piosence „Tom’s Diner”. 2 grudnia 2015 Związek Producentów Audio-Video przyznał singlowi „Pretty Girls” certyfikat złotej płyty w Polsce.

### 2016–2018:Glory, rezydentura i trasaPiece of Me
23 maja 2016 otworzyła galę Billboard Music Awards 2016 i odebrała statuetkę honorową Millennium Award za swój wpływ na przemysł muzyczny; podczas gali wykonała medley utworów „Work Bitch”, „Womanizer”, „I Love Rock N Roll”, Toxic”, Breathe on Me” i I’m a Slave 4 U”. 14 lipca premierowo zaprezentowała singiel „Make Me...” z gościnnym udziałem rapera G-Eazy. Singiel zadebiutował na 17. miejscu zestawienia Billboard 100 w USA i zdobył umiarkowany sukces w mediach, jednak uplasował się na pierwszym miejscu w rankingu Hot Dance Club Songs w USA. 25 lipca organizatorzy iHeartRadio Music Festival ogłosili, że Spears wystąpi na scenie T-Mobile podczas festiwalu. 26 sierpnia wydała album pt. Glory, który zajął pierwsze miejsce na listach sprzedaży m.in. Tajwanie i Irlandii, drugie miejsce w Wielkiej Brytanii oraz trzecie w Niemczech i USA. Dwa dni po wydaniu płyty wystąpiła na gali MTV Video Music Awards 2016.
W listopadzie 2016 potwierdziła rozpoczęcie pracy nad kolejnym albumem. W styczniu 2017 podczas 43. gali rozdania People’s Choice Awards odebrała nagrody za wygraną w kategoriach: Ulubiona artystka, Ulubiona artystka popowa, Gwiazda mediów społecznościowych oraz za komediową współpracę z Ellen DeGeneres w The Ellen DeGeneres Show. W marcu ogłosiła, że rusza w międzynarodową trasę koncertową o nazwie Britney: Live in Concert. W kwietniu Izraelska Partia Pracy ogłosiła, że przełoży swoje lipcowe prawybory, aby uniknąć konfliktu z koncertem Spears w Tel Awiwie, powołując się na obawy związane z ruchem drogowym i bezpieczeństwem. 29 kwietnia Spears została pierwszą laureatką Icon Award na gali 126 Radio Disney Music Awards, również w kwietniu „Forbes” ogłosił, że piosenkarka zajęła ósme miejsce w rankingu najlepiej zarabiających artystek, zgarniając 34 mln dol. w 2017. 4 listopada uczestniczyła w uroczystym otwarciu Nevada Childhood Cancer Foundation Britney Spears Campus w Las Vegas, a pod koniec roku wygasł jej kontrakt z Caesars Entertainment – 31 grudnia 2017 zagrała ostatni, 248. pokaz w ramach Britney: Piece of Me, a występ przyniósł jej 1,172 mln dol., co stanowiło nowy rekord kasowy jednego programu w Las Vegas.
8 stycznia 2018 wypuściła swój 24. zapach z Elizabeth Arden o nazwie „Sunset Fantasy” i ogłosiła trasę Britney: Piece of Me z koncertami w Ameryce Północnej i Europie. Bilety na koncert zostały wyprzedane w ciągu kilku minut, co skłoniło do ogłoszenia dodatkowych dat z powodu dużego popytu. Od 12 lipca do 21 października w ramach trasy zagrała 31 koncertów. Trasa przyniosła zyski na poziomie 54,3 mln dol. dzięki sprzedaży 260,531 biletów, stając się tym samym szóstą najlepiej sprzedającą się trasą kobiecą w 2018 i drugą najlepiej sprzedającą się trasą kobiecą w Wielkiej Brytanii. Również w 2018 na 29. gali GLAAD Media Awards została uhonorowana nagrodą GLAAD Vanguard przyznawaną „szlachetnym osobom, które istotnie przyczyniły się do promocji równości i akceptacji wobec członków społeczności LGBTQ+”.

### 2019–2021: spór o kuratelę i ruch #FreeBritney
8 października 2018 ogłosiła nową rezydenturę w Las Vegas – Britney: Domination, która miała odbyć się w Park Theatre Park MGM w 2019. Jeden pokaz miał przynieść 507 tys. dolarów zysku, co miało uczynić ją najlepiej opłacaną piosenkarką w Las Vegas. 4 stycznia 2019 ogłosiła przerwę w karierze na czas nieokreślony oraz anulowanie planowanej rezydentury w Las Vegas. Decyzję tłumaczyła niepokojem o zdrowie ojca, który doznał niemal śmiertelnego pęknięcia okrężnicy. W marcu trafiła do szpitala psychiatrycznego, za powód podając stres związany z chorobą ojca. W kwietniu pojawiły się doniesienia, jakoby ojciec artystki odwołał planowaną rezydenturę córki z powodu odmowy przyjęcia przez nią leków, jak też przetrzymywał ją w szpitalu psychiatrycznym wbrew jej woli od stycznia 2019 po tym, jak naruszyła zasadę zakazu prowadzenia pojazdów. Zarzuty dały początek ruchowi na rzecz rozwiązania kurateli, nazwanego #FreeBritney. Ruch przyciągnął uwagę wielu celebrytów, w tym Cher, Paris Hilton i Miley Cyrus, a także organizacji non-profit, m.in. American Civil Liberties Union. Fani zorganizowali protest przed ratuszem w West Hollywood, sugerując, że Spears została zatrzymana wbrew jej woli. Dwa dni później piosenkarka oświadczyła, że opuściła szpital i „wszystko u niej jest w porządku”. Podczas zamkniętego przesłuchania odczytała jednak oświadczenie, w którym wyszczególniała różne przejawy niesprawiedliwości, których padła ofiarą; ujawniła, że m.in. zmuszono ją do podjęcia leczenia w ośrodku psychiatrycznym oraz do występowania z wysoką gorączką. W maju sędzia Brenda Penny w czasie rozprawy sądowej zleciła profesjonalną ocenę kurateli, a we wrześniu długoletnia opiekunka Spears, Jodi Montgomery, tymczasowo zastąpiła Jamiego Spearsa jako jej kuratorka.
W maju 2020 wydany został utwór „Mood Ring” jako czwarta piosenka promocyjna albumu pt. Glory wraz z nową wersją okładki. 17 sierpnia wyznaczony przez sąd prawnik Spears, Samuel D. Ingham III, złożył pozew sądowy, w którym w imieniu piosenkarki domagał się zmiany jej kurateli, ustanowienia Jodi Montgomery jej stałą kuratorką oraz zastąpienia Jamiego Spearsa wykwalifikowanym zarządcą majątku. Cztery dni później sędzia Penny przedłużyła ustaloną wersję kurateli do lutego 2021. W następnym miesiącu Ingham złożył wniosek o otwarcie sprawy do publicznego zbadania. Po tym, jak adwokat Spears oświadczył, że „Britney nie wróci do pracy, dopóki jej ojciec nie zostanie usunięty jako jej kurator”, wytwórnia płytowa piosenkarki RCA wydała reedycję albumu Glory z nowymi piosenkami promocyjnymi – „Swimming in the Stars” i „Matches”.
W lutym 2021 premierę miał film dokumentalny pt. Framing Britney Spears opisujący karierę i kuratelę piosenkarki. Film wywołał ogromne poruszenie w sieci – tuż po premierze na Twitterze pojawiło się hasło „Przepraszamy Britney”, poza tym Justin Timberlake publicznie przeprosił Spears za pośrednictwem Instagrama, zobowiązując się do „wzięcia odpowiedzialności” za swoje wcześniejsze wypowiedzi o artystce, a wielu celebrytów – w tym Miley Cyrus, Dua Lipa, Kim Kardashian, Paris Hilton i Sarah Jessica Parker – wyraziło wsparcie wobec piosenkarki. Film doprowadził do zmiany ustawy przez Komisję Sądową w Senacie stanu Kalifornia – na mocy nowelizacji osoby pozostające pod kuratelą mają prawo do wyboru prawnika (czego Spears nie mogła zrobić wcześniej przez jej problemy ze zdrowiem psychicznym) oraz uzyskują doradcę prawnego, który aktywnie działa na rzecz poprawy jakości ich życia.
23 czerwca 2021 Spears przemówiła w sądzie, ujawniając szczegóły kurateli. Zarówno piosenkarkę, jak i ruch #FreeBritney, publicznie wsparli m.in. Christina Aguilera, Justin Timberlake, Mariah Carey i Rose McGowan. 28 września 2021 premierę miał film dokumentalny Netfliksa Britney kontra Spears o ubezwłasnowolnieniu piosenkarki. W listopadzie 2021 artystka została zwolniona z kurateli.

### Od 2022: książka autobiograficzna i rezygnacja z kariery scenicznej
W sierpniu 2022 wydała singel „Hold Me Closer”, który nagrała z Eltonem Johnem. Piosenka, stanowiąca nową wersję przeboju Johna „Tiny Dancer” (1972), była pierwszym muzycznym wydawnictwem Spears od zakończenia jej opieki konserwatorskiej. Utwór zadebiutował na szóstym miejscu na amerykańskiej liście Billboard Hot 100, stając się jej 14. singlem w pierwszej dziesiątce i jej najwyżej notowaną piosenką na liście przebojów od czasu „Scream & Shout” (2012). W brytyjskim zestawieniu UK Singles Chart zadebiutował na trzecim miejscu, stając się jej 24. singlem w pierwszej dziesiątce. W lipcu 2023 odbyła się premiera singla Spears i Will.i.ama „Mind Your Business”. W październiku tego samego roku ukazała się jej książka autobiograficzna pt. The Woman in Me. W styczniu 2024 zaprzeczyła medialnym doniesieniom, że planuje powrót do przemysłu muzycznego, jednocześnie przyznała, że w przeciągu ostatnich dwóch lat napisała anonimowo ponad 20 piosenek dla innych artystów.

## Wpływ na popkulturę
Lana Del Rey w wywiadzie dla stacji MTV wyjawiła, że Britney Spears była jedną z najważniejszych osób jakie wywarły wpływ na jej obecną, jak i wczesną twórczość: „Nie jestem w ogóle zainteresowana tymi wszystkimi kobietami, które są obecnie w show biznesie, ale jest coś w Britney Spears, co sprawiło, że zapragnęłam śpiewać i wyglądać tak jak ona”. Zarówno twórczość, jak i wizerunek sceniczny Spears, za swoje źródło inspiracji wymienili również inni artyści, m.in.: Lady Gaga, Miley Cyrus, Victoria Justice, Pixie Lott, Selena Gomez, Fergie czy Girls’ Generation. Najsłynniejszym parodystą artystki jest drag queen Derrick Barry.
Od 2000 w Muzeum Historyczno-Kulturalnym w Kentwood prezentowana jest wystawa pamiątek po Britney Spears. W lutym 2020 w Los Angeles otwarto interaktywne muzeum „The Zone” poświęcone artystce.

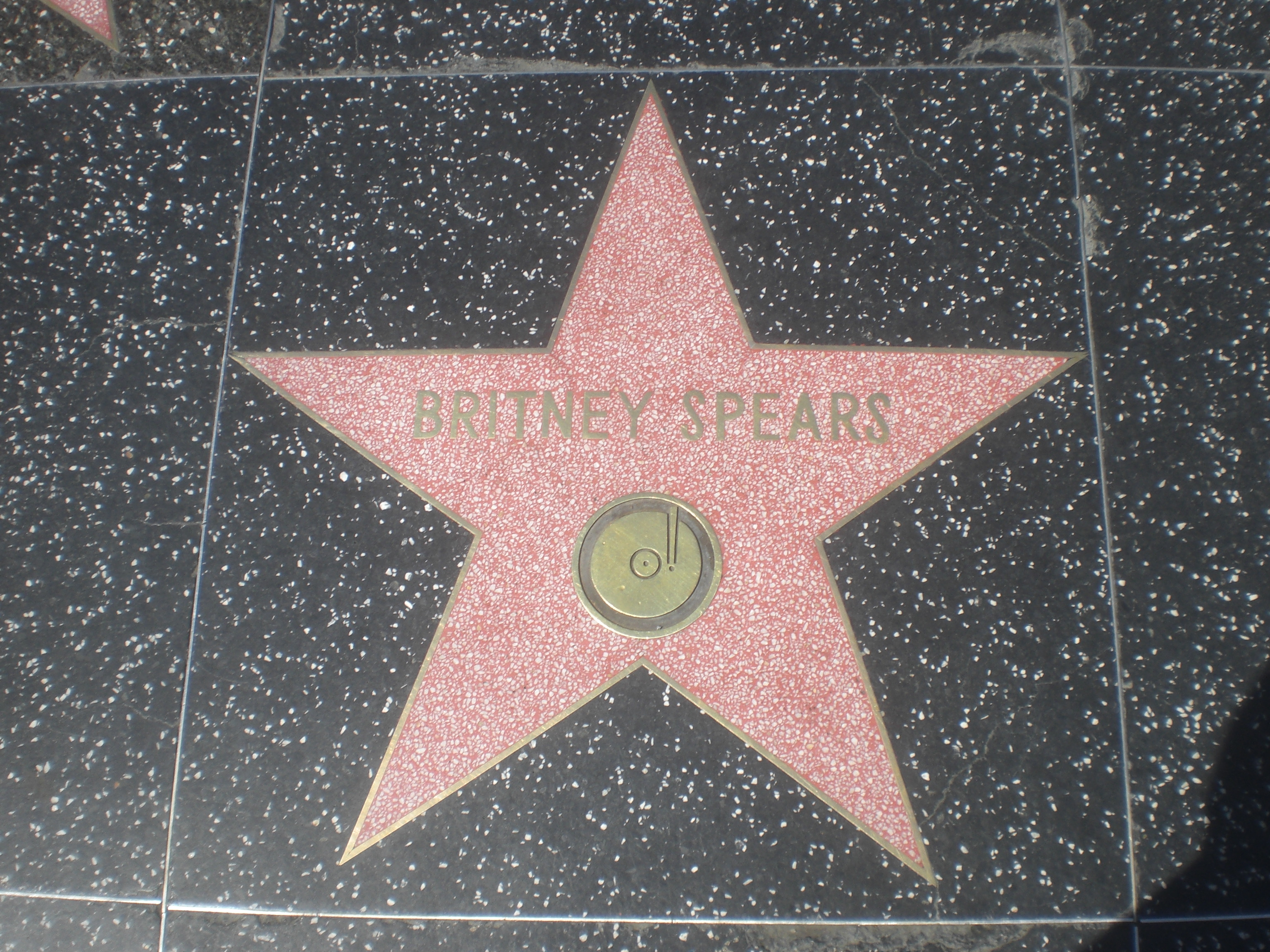
Gwiazda Britney Spears w Hollywood Walk of Fame.

W 2003 otrzymała własną gwiazdę na Alei Gwiazd w Los Angeles, zostając jednocześnie najmłodszym w historii artystą z tym wyróżnieniem.
W latach 2006–2007 czasopisma ze zdjęciem Spears na pierwszej stronie odnotowywały znacznie większe wyniki sprzedaży. Od stycznia 2006 do lipca 2007 pojawiła się 175 razy w ciągu 78 tygodni na okładkach magazynów lifestyle’owych, takich jak „People”, „Us Weekly”, „In Touch”, „Life & Style”, „OK!” czy „Star”. Stała się bohaterką portali plotkarskich i była nieustannie śledzona przez paparazzi, z tego względu jej życiorys często zestawiano z losami brytyjskiej księżnej Diany. W latach 2000–2012 siedmiokrotnie była najczęśniej wyszukiwaną osobą publiczną w corocznych podsumowaniach przeglądarki Google.

## Charakterystyka muzyczna i inspiracje

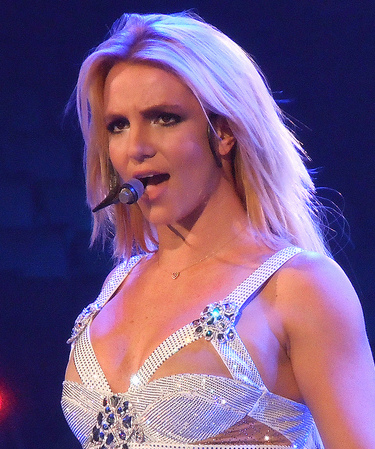
Spears podczas trasy Femme Fatale Tour, 2011

Śpiewa sopranem typu subretka. Skala tego typu głosu zaczyna się od fis2, a kończy się na fis6, co daje cztery oktawy. Najmniejszy zakres wokalny Spears osiągany przez modulację głosu wynosi dwie oktawy i jest unikatowy z całego zakresu. Zdaniem nauczyciela śpiewu Jamesa Manna, nosowy i brzmiący dziecięco dźwięk wytwarzany przez piosenkarkę wyróżnia ją na tle innych artystek muzycznych, co czyni go wyjątkowym w przemyśle muzycznym. Zauważył również, że palenie papierosów znacznie pogorszyło jakość jej głosu, przez co od wielu lat w piosenkach nie słychać jej prawdziwego wokalu, co dodatkowo utrudnia wykorzystywanie przez nią z auto-tune’a. Dodał, że Spears ma problemy ze śpiewaniem w sposób czysty na koncertach. Pochwalił jednak potencjał artystki kryjący się np. w piosence „Don’t Let Me Be the Last to Know”, w której naturalnie wyciągała piątą oktawę, co jest w stanie wykonać, tłumiąc krtań. Wspomniał, że osiągała dźwięk bliski Eb5, co czyniło go bardziej wyrazistym i cieplejszym, podobnie jak w piosence „…Baby One More Time”. Zdaniem tego krytyka, śpiewając falsetem i wyższym zakresem wokalnym, Spears czyni swój głos delikatnym, słodkim i kobiecym. Wspomniał, że najczęściej używane są przez nią niskie dźwięki, ale dzięki temu, że jej głos jest średnio zaciągany, nadaje mu to pewien ciężar.
Nagrywa głównie piosenki popowe, czasem gra także numery rockowe. Na pierwszym albumie, …Baby One More Time śpiewała teksty głównie o nastoletniej miłości, ale w aspekcie duchowym, a nie fizycznym.
Ze względu na wpływ na muzykę popularną w końcu lat 90. i na początku lat 2000. nazywana jest przez media „księżniczką popu”.
Jej idolami w dzieciństwie byli Whitney Houston i Michael Jackson, później muzyczną idolką i inspiracją została Madonna, ceni sobie także twórczość Janet Jackson. Wśród swoich życiowych autorytetów wymienia księżną Dianę.

## Britney Spears w Polsce
Spears miała przylecieć do Polski w ramach koncertu na trasie koncertowej The Circus Starring: Britney Spears, który miał się odbyć 24 lipca 2009 w Warszawie, ale został odwołany z powodu „sporów związanych z kontraktem”.
24 września 2014 wzięła udział w prezentacji swojej kolekcji bielizny, która odbyła się przy butiku Gatta w Centrum Handlowym „Złote Tarasy” w Warszawie. Podczas wydarzenia udzieliła wywiadu Marcinowi Prokopowi, po czym rozdała autografy fanom i zrobiła sobie z nimi zdjęcia. Podczas pobytu w Polsce udzieliła także wywiadów kilku redakcjom.

## Działalność filantropijna
Na początku kariery założyła The Britney Spears Foundation, czyli instytucję charytatywną powołaną w celu pomocy małoletnim będącym w potrzebie. Filozofia stojąca za Fundacją polegała na tym, że muzyka i rozrywka „mają właściwości lecznicze, które mogą przynieść korzyści dzieciom”. Fundacja wspierała również coroczny obóz Britney Spears Camp for the Performing Arts, gdzie uczestnicy obozu mieli okazję odkrywać i rozwijać swoje uzdolnienia. Podjęła również liczne działania mające na celu przyznania, w kwietniu 2002, dotacji w wysokości 1 miliona dolarów na rzecz wsparcia dzieci bohaterów służb mundurowych dotkniętych zamachem z 11 września 2001. Fundacja piosenkarki została zamknięta w 2011. 
24 października 2015 Spears przekazała 120 000 dolarów na rzecz fundacji Nevada Childhood Cancer Foundation, a ponadto 1 dolar z każdego sprzedanego biletu na jej występ w Las Vegas, Britney: Piece of Me, został przekazany organizacji non-profit. W latach późniejszych wokalistka brała również udział w wielu wydarzeniach, poszerzających wiedzę oraz tolerancję wobec środowiska LGBT. W marcu 2020 artystka wzięła udział w akcji pt. #DoYourPartChallenge, która polegała na pomaganiu ludziom w każdej potrzebie podczas pandemii COVID-19.

## Wizerunek
Jest drobnej budowy ciała. Mierzy 163 cm wzrostu.
Na początku kariery była kreowana w mediach na „dziewczynę z sąsiedztwa”, z którą mogły utożsamić się młode fanki. Miała wizerunek niewinnej chrześcijanki, która jest przywiązana do tradycyjnych wartości. Wraz z kolejnymi teledyskami coraz odważniej eksponowała swoją kobiecość m.in. poprzez kuse stylizacje oraz seksowne ruchy i gesty. Nosiła delikatny makijaż. Wielokrotnie uznawana była przez kolorową prasę za „najseksowniejszą” i „najpiękniejszą” kobietę na świecie.
Jej naturalnym kolorem włosów jest ciemny blond o karmelowym odcieniu, ale wraz z rozpoczęciem solowej kariery muzycznej rozjaśniła je do jasnego blondu. Na koncerty czasem zakładała czarną perukę. W lutym 2007 zgoliła się na łyso w salonie fryzjerskim Esther Haircutting Studio w Tarzanie (Kalifornia), czym wywołała międzynarodową sensację, a jej gest często określany jest „najsłynniejszym zgoleniem głowy w świecie popkultury od czasu, kiedy Elvis Presley wstępował do armii”.
W marcu 1999 poddała się operacji powiększenia piersi, czemu początkowo zaprzeczyła, jednak później potwierdziła, że poddała się zabiegowi z powodu kompleksów. Obok zmieniającego się wyglądu Spears, tematem wielu publikacji prasowych była kwestia dziewictwa i życia seksualnego piosenkarki, która w wywiadach zapewniała o życiu w czystości. Ma na ciele kilka tatuaży, m.in. napis „Mem hey shin” na szyi.
Dżinsowa stylizacja Britney Spears i Justina Timberlake’a z gali rozdania American Music Awards w 2001, była szeroko komentowana w prasie i stała się inspiracją modową m.in. dla innych celebrytów. Piosenkarka wylansowała także modę na noszenie spodni z niskim stanem. W 2000 została okrzyknięta jedną z najgorzej ubranych kobiet roku, chociaż w latach późniejszych jej stylizacje były doceniane i uznawane za kultowe.
Jest jedną z największych ikon gejowskich, sama wielokrotnie publicznie wyrażała wsparcie społeczności LGBT.

### Reklamy
W 1999 promowała aparaty marki Polaroid i producenta butów sportowych Skechers. W 2000 wystąpiła w reklamie szamponów firmy Clairol i, jako 100. gwiazda show-biznesu, wsparła kampanię społeczną „Got Milk?” promującą picie mleka przez dzieci. Reklamowała dżinsy z domu mody Tommy’ego Hilfigera. W 2003 reklamowała sieć włoskich fast foodów Sharro.

## Życie prywatne
W czasach licealnych spotykała się z Donaldem „Regiem” Jonesem. Jej chłopakiem był także Robbie Carrico. W latach 1999–2002 jej partnerem był piosenkarz Justin Timberlake, z którym w dzieciństwie występowała w Mickey Mouse Club. W 2003 spotykała się z tancerzem Columbusem Shortem, Fredem Durstem z grupy Limp Bizkit i modelem Isaakiem Cohenem, poza tym miała przelotny romans z aktorem Collinem Farrellem. W 2004 poślubiła w Las Vegas przyjaciela z dzieciństwa Jasona Allana Alexandra, jednak małżeństwo zostało anulowane po 55 godzinach. W tym samym roku wyszła za tancerza Kevina Federline’a, z którym ma dwóch synów: Seana Prestona (ur. 2005) i Jaydena Jamesa (ur. 2006). 7 listopada 2006 złożyła pozew rozwodowy, podając za powód „różnice nie do pogodzenia między małżonkami”. Para rozwiodła się w lipcu 2007. Na przełomie 2007 i 2008 spotykała się z paparazzo Adnanem Ghibem.

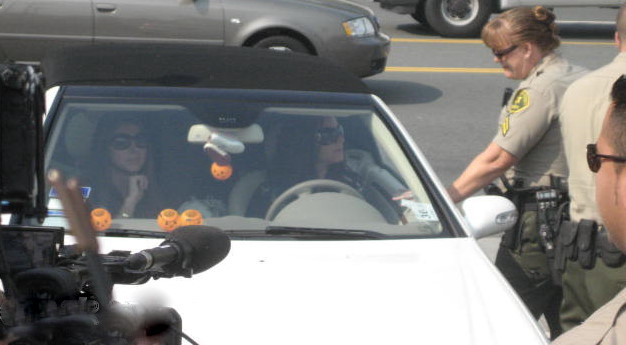
Spears podczas rozmowy z zastępcą szeryfa przed rozprawą dotyczącą przyznania jej opieki nad dziećmi, Los Angeles 2007

W 2007 przeszła załamanie nerwowe, czego efektem było wprowadzenie kurateli, której głównym opiekunem został jej ojciec Jamie Spears. W 2008 na piosenkarkę nałożono przez sąd ubezwłasnowolnienie. W lutym 2021 premierę miał film dokumentalny dziennikarzy „New York Timesa” pt. Framing Britney Spears opisujący życie piosenkarki pod kuratelą. Dokument wywołał międzynarodową sensację m.in. ze względu na fakt, że artystka jest ubezwłasnowolniona przez ojca. Po premierze filmu Spears wniosła do sądu podanie o zmianę kurateli oraz zaapelowała, by opiekę nad nią przejęła menedżerka Jodi Montgomery. 22 czerwca 2021 redakcja „The New York Timesa” uzyskała poufne dokumenty sądowe, z których wynikało, że Spears od 2014 naciskała na zakończenie kurateli i podważała słuszność powołania do roli kuratora jej ojca, podnosząc kwestię m.in. jego problemów alkoholowych. Następnego dnia sama artystka ujawniła w sądzie przebieg kurateli; zeznała, że m.in. odmawiano jej dostępu do pieniędzy, poza tym zmuszano ją do podpisywania kontraktów i występowania na scenie wbrew jej woli (m.in. mimo wysokiej gorączki), a gdy odmawiała, podawano jej lit, oprócz tego zakazano jej wychodzenia za mąż i zachodzenia w ciążę, odmawiano jej także wizyt u ginekologa, gdy chciała przerwać antykoncepcję domaciczną. W międzyczasie prasa ujawniła także, iż monitorowano aktywność wirtualną Spears, w tym prywatne rozmowy telefoniczne i SMS-y, a także zainstalowano jej urządzenia podsłuchujące w sypialni. W listopadzie 2021 została zwolniona z kurateli.
W latach 2009–2011 spotykała się z Jasonem Trawickiem, który był także jej agentem. Od października 2014 była związała przez osiem miesięcy z producentem filmowym Charlie Ebersolem. W 2016 związała się z pochodzącym z Iranu Samem Asgharim, którego poznała na planie teledysku do piosenki „Slumber Party”. W czerwcu 2021 poinformowała o zaręczynach z partnerem, a w maju 2022 o utracie ciąży. W czerwcu 2022 wzięli ślub. 16 sierpnia 2023 Asghari złożył do sądu pozew o rozwód, a 2 grudnia 2024 rozwiedli się.
Jej majątek szacowało się na ok. 125 mln dol. w 2008 i zaledwie 60 mln dol. w 2021 – o drastyczny spadek zarobków obwiniani byli ojciec artystki i inne osoby odpowiadające za kuratelę piosenkarki. Według strony internetowej MSN, Spears w 2010 była piątą z najbogatszych piosenkarek na świecie z majątkiem wynoszącym ponad 500 mln dol. Według The Microsoft Network, była także najbogatszą piosenkarką na świecie poniżej 30 roku życia, a według Nielsen SoundScan w 2015 była czwartą najlepiej sprzedającą się artystką w USA.
Niekiedy posługuje się fikcyjnymi personaliami „Diana Prince”, by zachować prywatność np. podczas pobytu w hotelach.

## Dyskografia
| Rok  | Tytuł albumu            |
| ---- | ----------------------- |
| 1999 | …Baby One More Time     |
| 2000 | Oops!... I Did It Again |
| 2001 | Britney                 |
| 2003 | In the Zone             |
| 2007 | Blackout                |
| 2008 | Circus                  |
| 2011 | Femme Fatale            |
| 2013 | Britney Jean            |
| 2016 | Glory                   |

## Trasy koncertowe
| Rok       | Liczba koncertów | Nazwa                               | Promowane albumy                             | Miejsca koncertów                                  | Źródło  |
| --------- | ---------------- | ----------------------------------- | -------------------------------------------- | -------------------------------------------------- | ------- |
| 1999      | 56               | …Baby One More Time Tour            | …Baby One More Time                          | Ameryka Północna                                   | [ 312 ] |
| 2000      | 25               | Crazy 2K Tour                       | …Baby One More Time, Oops!... I Did It Again | Ameryka Północna                                   | [ 114 ] |
| 2000–2001 | 88               | Oops!... I Did It Again World Tour  | Oops!... I Did It Again                      | Ameryka Północna, Ameryka Południowa, Europa       | [ 114 ] |
| 2001–2002 | 69               | Dream Within a Dream Tour           | Britney                                      | Ameryka Północna, Azja                             | [ 122 ] |
| 2004      | 54               | The Onyx Hotel Tour                 | In the Zone                                  | Ameryka Północna, Europa                           | [ 130 ] |
| 2009      | 97               | The Circus Starring: Britney Spears | Circus, Blackout                             | Ameryka Północna, Europa, Oceania                  |         |
| 2011–2014 | 79               | Femme Fatale Tour                   | Femme Fatale                                 | Ameryka Północna, Ameryka Południowa, Azja, Europa |         |
| 2013–2017 | 189              | Britney: Piece of Me                | wszystkie dotychczas wydane albumy           | Rezydentura w Las Vegas                            |         |
| 2018      | 31               | Britney: Piece of Me Tour           | wszystkie dotychczas wydane albumy           | Ameryka Północna, Europa                           | [ 313 ] |

### Inne trasy koncertowe
- The M+M’s Tour (2007) – minitrasa koncertowa Britney Spears składająca się z sześciu krótkich występów w klubach w USA[314]. Prezentowała na niej skrócone wersje utworów[315]: „…Baby One More Time”, „I’m a Slave 4 U”, „Breathe on Me”, „Do Somethin’” czy „Toxic”[139].

## Filmografia
| Rok       | Tytuł                                           | Rola          |
| --------- | ----------------------------------------------- | ------------- |
| 1993–1995 | Klub Przyjaciół Myszki Miki                     | Różne         |
| 1999      | Sławny Jett Jackson                             | Jako ona sama |
| 1999      | Sabrina, nastoletnia czarownica                 | Jako ona sama |
| 1999      | Kenan & Kel                                     | Jako ona sama |
| 2000      | Longshot                                        | Stewardessa   |
| 2000      | Simpsonowie                                     | Jako ona sama |
| 2002      | Austin Powers i Złoty Członek                   | Jako ona sama |
| 2002      | Crossroads – Dogonić marzenia                   | Lucy Wagner   |
| 2002      | Stages: Three Days in Mexico                    | Jako ona sama |
| 2002      | Robbie the Reindeer in Legend of the Lost Tribe | Donner (głos) |
| 2003      | Punk’d                                          | Jako ona sama |
| 2004      | Britney & Kevin: Chaotic                        | Jako ona sama |
| 2006      | Will & Grace                                    | Amber Louise  |
| 2008      | Jak poznałem waszą matkę                        | Abby          |
| 2008      | Britney: For the Record                         | Jako ona sama |
| 2010      | Glee                                            | Jako ona sama |
| 2011      | I Am The Femme Fatale                           | Jako ona sama |
| 2013      | I Am Britney Jean                               | Jako ona sama |
| 2015      | Jane the Virgin                                 | Jako ona sama |

## Reklamy
| 1993 - Maull’s Barbecue Sauce 1998 - Just Nikki 1999 - Tommy Jeans - Suki Candy - Got Milk? 2000 - I-Zone - McDonald’s - Herbal Essences - MTV Video Music Awards - Motorola - Skechers 2001 - American Music Awards 2001 - Pepsi (2001 – 2003) | 2002 - Britney's Fundation - Britney's Dance Beat - Toyota Soluna Vios (2002 – 2003) 2003 - GG Tea - MTV Video Music Awards - NFL Kickoff - Monday Football Night - Radiostation Z100 2004–2007 - Starburst (2004) - Curious (2004) - Fantasy (2005) - Fantasy Midnight (2006) - Believe (2007) 2008 - MTV Video Music Awards - Curious Heart | 2009 - Hidden Fantasy - Candie’s - Circus Fantasy 2010 - Radiance - Candie’s (linia odzieżowa zaprojektowana przez samą Britney) 2011 - Cosmic Radiance 2012 - Twister Dance - Fantasy Twist 2013 - Twister Dance Rave 2018 - Pepsi |

## Perfumy

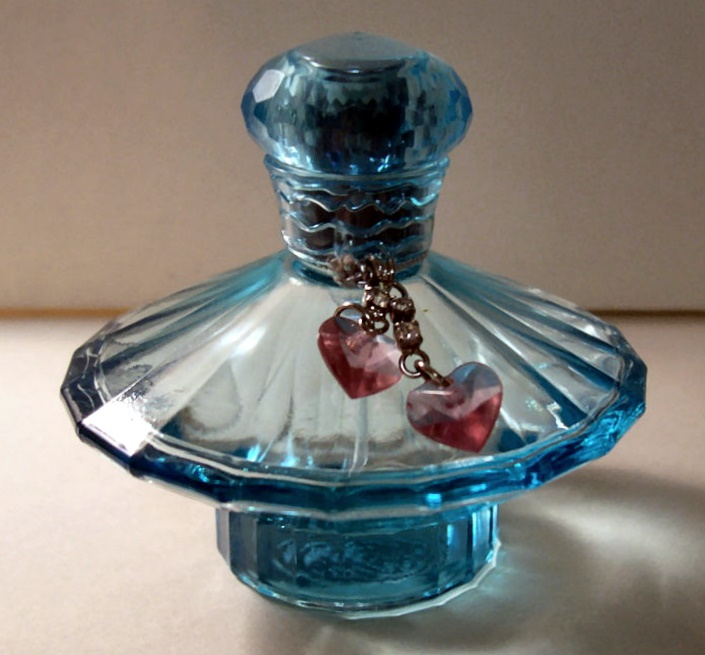
Pierwszy zapach perfum Britney Spears – Curious

Perfumy Britney Spears rozprowadzane są przez firmę Myleen Class i są najlepiej sprzedającymi się perfumami sygnowanymi przez osobę medialną w historii. Do tej pory sprzedano ponad miliard flakonów perfum piosenkarki, w tym głównie w USA, Kanadzie i w krajach Ameryki Łacińskiej. Pierwszym wyprodukowanym zapachem był „Curious”, wypuszczony do sprzedaży w 2004; Spears wykonała projekt i wybrała kolory buteleczki. Perfumy zdobyły nagrodę Fragrance Foundation Awards w kategorii Women’s Luxury. W 2013 podano, że w ciągu pięciu lat sprzedano ponad 500 mln buteleczek perfum. W kwietniu 2006 wydano „Curious: In Control”, bardziej zmysłowe wydanie perfum „Curious”, a w styczniu 2008 do sprzedaży trafiła limitowana odsłona perfum – „Curious Heart”.
W 2005 powstał zapach „Fantasy”. Fabuła reklamy była inspirowana historią miłością piosenkarki; w rolę jej wybranka wcielił się Nick Steele, a w tyle słychać piosenkę „Breathe on Me” pochodzą z płyty In The Zone. W grudniu 2006 do sprzedaży w Stanach Zjednoczonych trafiły perfumy „Midnight Fantasy” – wieczorowa wersja perfum „Fantasy” a ich międzynarodowa premiera była w styczniu 2007, we wrześniu 2007 na rynek trafiły perfumy „Believe”. W styczniu 2009 – wydano kolejną edycję perfum „Fantasy” – „Hidden Fantasy”. Barwa buteleczki „czerwona wiśnia” symbolizuje ciepło, miłość i kobiecość. Zapach ten został opisany jako uwodzicielski zapach, który wyraża różne aspekty tajemniczej kobiety, poza tym był inspirowany „miłością piosenkarki do białych kwiatów, wanilii oraz soczystych deserów”. W sierpniu 2009 na rynku pojawiła się kolejna odsłona perfum „Fantasy” – „Circus Fantasy”. Perfumy były zainspirowane trasą koncertową The Circus Starring Britney Spears i były pierwszymi perfumami od Myleen Class, które zostały stworzone specjalnie z okazji wydania muzycznego albumu artystki. Jesienią 2010 do sprzedaży trafiły perfumy „Radiance”, a w czerwcu 2011 kolejna odsłona zapachu – „Cosmic Radiance”. We wrześniu 2012 miały premierę perfumy „Fantasy Twist”, stanowiące połączenie zapachów: „Fantasy” z 2005 oraz „Midnight Fantasy” z 2006; w skład perfum wchodzą zapachy: liczi, kiwi, jaśmin, biała czekolada, piżmo, nuty drzewne („Fantasy”) oraz czarna wiśnia, śliwka, ambra, piżmo, wanilia, kwitnąca orchidea, irys, frezja („Midnight Fantasy”). W lipcu 2013 do sprzedaży trafiły kolejne perfumy sygnowane nazwiskiem Spears – „Island Fantasy”.
Do 2021 na rynku dostępne były 32 zapachy sygnowane przez Britney Spears.